# Klaus Rifbjerg

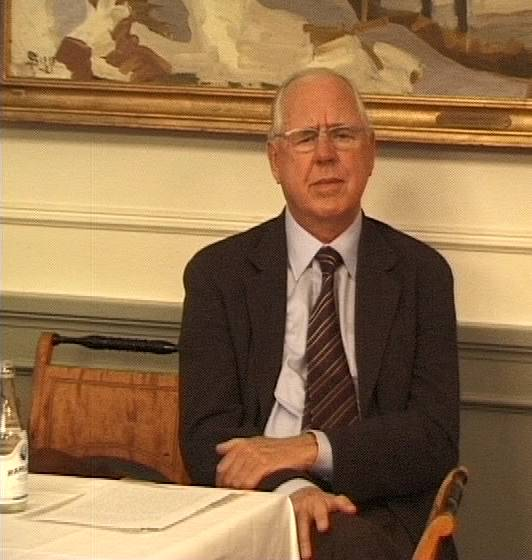
Klaus Rifbjerg (2001)

Klaus Rifbjerg (* 15. Dezember 1931 in Kopenhagen; † 4. April 2015) war ein dänischer Schriftsteller. Er gehörte zu den produktivsten zeitgenössischen Autoren in Dänemark und hat eine Vielzahl von Werken geschaffen.

## Biographie
Rifbjerg wuchs auf der Insel Amager im Öresund an der Ostküste von Sjælland auf. Seine Eltern waren beide Lehrer, und Rifbjerg wurde relativ frei erzogen. Später studierte er Englisch und Literatur, sowohl in Kopenhagen als auch ein Jahr in den USA. Er brach sein Studium jedoch ab, um zuerst Regisseur und später Kritiker und Schriftsteller zu werden.
Der Durchbruch gelang ihm 1958 mit dem Roman Den kroniske Uskyld (dt. Die chronische Unschuld), in dem es um Teenager und ihre sexuellen Erfahrungen und Probleme geht. Dieser Roman wurde unter der Leitung von Edward Fleming im Jahr 1985 verfilmt. Seit 1956 veröffentlichte Rifbjerg über 100 Romane sowie Gedicht- und Novellensammlungen, Schauspiele, Fernseh- und Hörspiele, Filmmanuskripte, Kinder- und Tagebücher.
Rifbjerg war außerdem auch als Journalist und Kritiker bekannt. Mit Villy Sørensen war er in der Durchbruchsperiode des Modernismus Redakteur für die Zeitschrift Vindrosen und ab  1984 war er sieben Jahre lang literarischer Direktor beim Verlag Gyldendal.
Verheiratet war er seit 1955 mit der Übersetzerin Inge Rifbjerg, mit der er drei gemeinsame Kinder bekam, darunter den Jazzmusiker Frands Rifbjerg, mit dem er auch sein Jazzoratorium I den lille By einspielte.

## Werke (Auswahl)
- Under vejr med mig selv (1956)
- Efterkrig (1957)
- Den kroniske uskyld (1958)
- Konfrontation (1960)
- Operaelskeren (1966)
- Lonni og Karl (1968)
- Anna (jeg) Anna (1969)

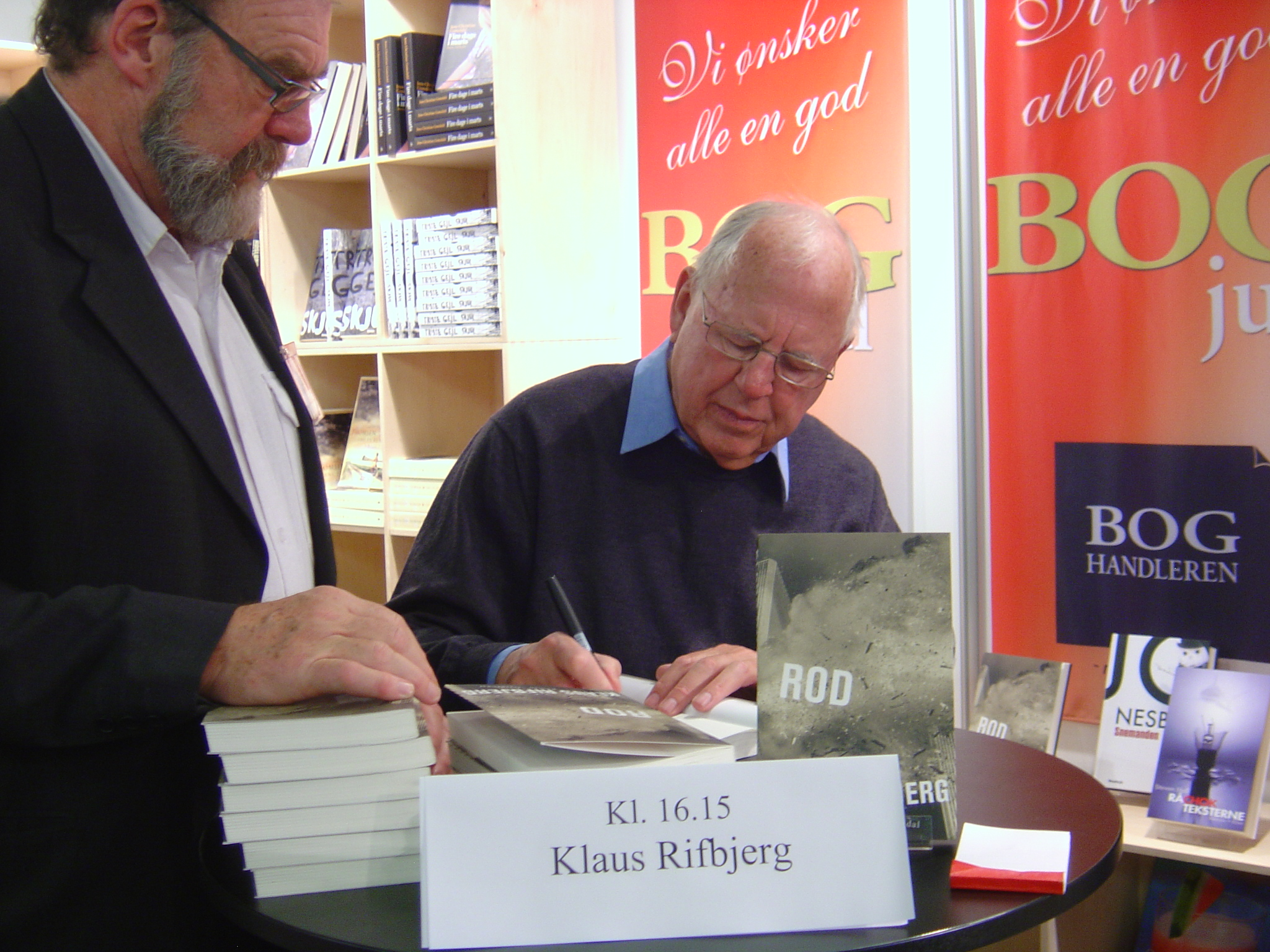
Klaus Rifbjerg (2008)

- Lena Jørgensen Klintevej 2650 Hvidovre (1971)
- Tak for turen (1975)
- Falsk forår (1984)
- Nansen og Johansen (2002)
- Knastørre digte / Strohtrockene Gedichte (2009)

Viele seiner Werke sind in andere Sprachen übersetzt und eines seiner Grundthemen ist die Schilderung des Menschen – die Identitätsfindung und deren Probleme.
Werke in deutscher Übertragung:
- Der schnelle Tag ist hin (Roman, Würzburg 1962; übersetzt von Hanns Grössel, auch unter dem Titel Unschuld, Frankfurt 1971, ISBN 3-436-01319-6.)
- Der Opernliebhaber (Roman, Frankfurt/Main 1968; übersetzt von Heinz Kulas)
- Reisende (Erzählungen, Berlin/Ost 1973; übersetzt von Gerd Danweger, Ursula Gunsilius, Werner Hennig, Gisela Kosubek – mit einem Nachwort herausgegeben von Alfred Antkowiak)
- Adresse: Lena Jørgensen, Kopenhagen (Roman, Berlin/Ost 1974; übersetzt von Udo Birckholz)
- Dilettanten (Roman, Berlin/Ost 1976; übersetzt von Ruth Stöbling)
- Sommer (Erzählungen, Berlin/Ost 1977; übersetzt von Lutz Volke)
- Ein abgewandtes Gesicht (Roman, Berlin/Ost 1981; übersetzt von Lutz Volke)
- Falscher Frühling (Roman, Berlin/Ost 1987; übersetzt von Lutz Volke)
- Kesse und kein Wort vom Krieg (Roman, Hamburg 1990; übersetzt von Peter Urban-Halle)
- Uhrenschlag der aufgelösten Zeit (Gedichte in bilingualer Ausgabe, Berlin 1991; übersetzt und mit einem Nachwort herausgegeben von Lutz Volke)
- Septembersang / Septembersong (Gedichte in bilingualer Ausgabe, Münster 1991; übersetzt von Peter Urban-Halle)
- Privatsache (Gedichte, Berlin 1992, übersetzt von Gregor Laschen, Lisa Bostrup, Christoph Schumann und Lutz Volke)
- Das Bild (Roman, Witzwort 2004; übersetzt von Lutz Volke und mit einer Nachbemerkung herausgegeben von Kerstin Hensel)
- Nansen und Johansen (Roman, Hamburg 2005; übersetzt von Walburg Wohlleben)
- Knastørre digte / Strohtrockene Gedichte (Gedichte in bilingualer Ausgabe, Leipzig 2009; übersetzt von Lutz Volke und mit einem Nachwort herausgegeben von Paul Alfred Kleinert)

## Filmografie (Drehbuch)
- 1962: Weekend
- 1964: Zwei (To)
- 1966: Es war einmal ein Krieg (Der var engang en krig)
- 1982: Der Flug des Adlers (Ingenjör Andrées luftfärd)
- 1983: Tukuma
- 1987: Katinka

## Auszeichnungen
- 1965: Dänischer Kritikerpreis
- 1966: Großer Preis der Dänischen Akademie und De Gyldne Laurbær
- 1969: Søren-Gyldendal-Preis
- 1970: Literaturpreis des Nordischen Rates
- 1999: Nordischer Preis der Schwedischen Akademie
- 2013: Drachmannlegatet